# Julien Bestron
Julien Bestron, né le 12 mars 1986 à Nancy, en Meurthe-et-Moselle, est un joueur français de basket-ball. Il évolue au poste de pivot.